# Compromis van 1850

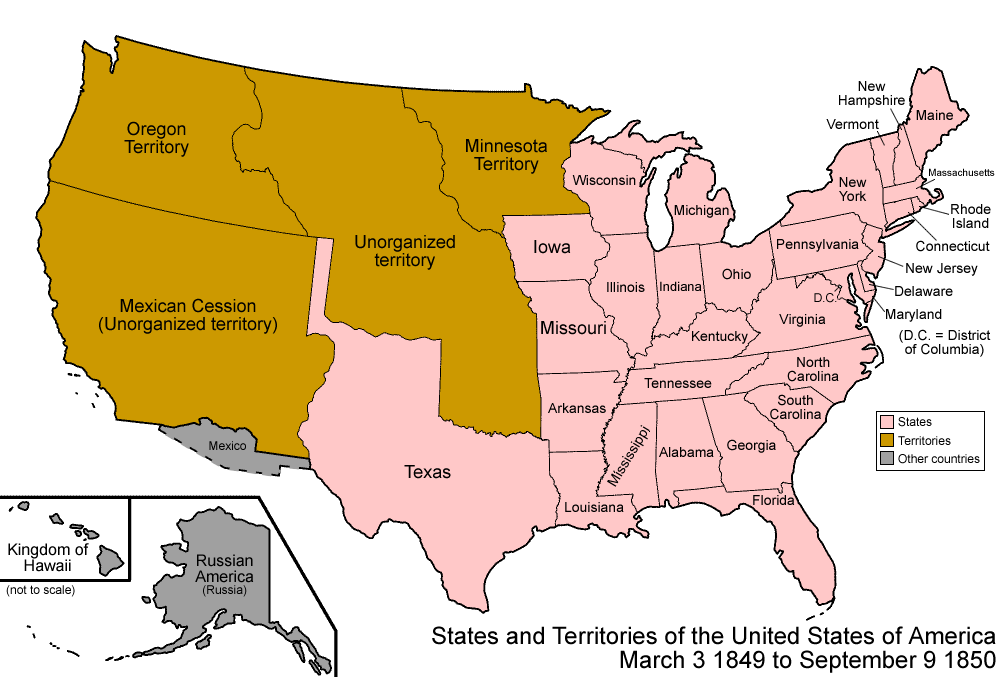
Verenigde Staten van Amerika voor het Compromis van 1850.

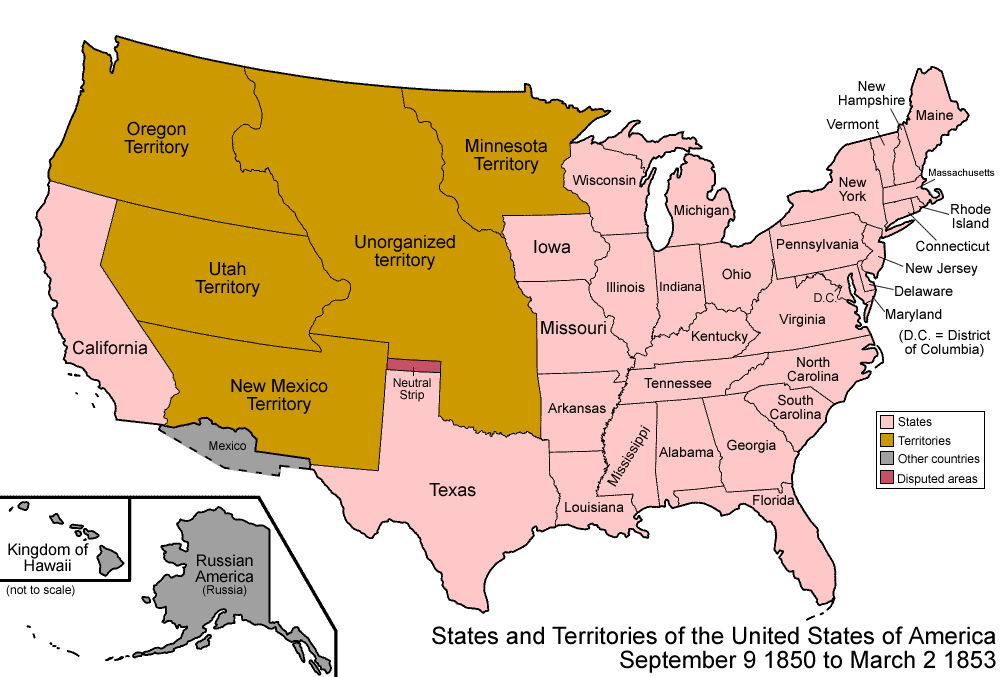
Verenigde Staten van Amerika na het Compromis van 1850.

Het Compromis van 1850 (Compromise of 1850, ook wel de Pearce Act) was een serie van vijf wetten, door het Amerikaanse Congres aangenomen, die betrekking hadden op de slavernij en de territoria die tijdens de Mexicaans-Amerikaanse Oorlog in Amerikaanse handen waren gekomen.
Het doel van het Compromis was om de balans te bewaren tussen de belangen van de zuidelijke, slavenhoudende, staten en de "vrije" staten zonder slavernij. De kernpunten van de wetten waren:
1. Californië werd als vrije staat toegelaten tot de Unie.
2. De handel in slaven in het District of Columbia werd verboden.
3. De territoria New Mexico en Utah werden georganiseerd volgens het principe van Popular Sovereignty (volkssoevereiniteit), waarbij de bewoners via verkiezingen de status van de slavernij in hun territorium zouden bepalen.
4. De Fugitive Slave Act verbood elke steun aan slaven die naar het vrije noorden waren ontsnapt.
5. Texas werd gedwongen land in het westen af te staan en kreeg daarvoor $10 miljoen compensatie.

Stephen Douglas, een senator uit Illinois, Henry Clay en Daniel Webster waren de grootste voorstanders van het Compromis dat op hevig verzet van de zuidelijke staten stuitte.
Tussen 9 en 20 september 1850 werden de wetten door president Millard Fillmore getekend.